# ریوتو کوداما
ریوتو کوداما (ژاپنی: 兒玉 澪王斗؛ زادهٔ ۲۴ آوریل ۲۰۰۲) یک بازیکن فوتبال اهل ژاپن است.
از باشگاه‌هایی که در آن بازی کرده‌است می‌توان به باشگاه فوتبال ساگان توسو اشاره کرد.